# Анна (име)
Вижте пояснителната страница за други значения на Анна.
Анна също е женско име с библейски произход. В превод от иврит означава благодат. Хората с това име празнуват имен ден на 9 декември, когато Българската православна църква отбелязва „Зачатие на света Анна“.
Като майка на Богородица св. Анна закриля брака, семейството, девствеността, бременните жени и вдовиците.
Този празник е известен още като Зимна Св. Ана или Анино зачатие.
Праведните Йоаким и Анна дълго време нямали деца. Желанието и молитвите им към Бога били толкова искрени и всеотдайни, че най-накрая той се смилил над тях и изпълнил молбата им. Един ден, докато Анна работела в градината, при нея се явил ангел и казал: „Анно, ще родиш дъщеря и ще я наречеш Мария!“.
След девет месеца – на 8 септември – семейството било ощастливено с момиченце, бъдещата майка на Иисус.
Според народните обичаи, празникът Анино зачатие е празник, познат само в отделни райони на Южна и Западна България. Нощта, предхождаща този празник, е време на заклинания, прокоби и магии. През нея магьосници, вещици и врачки най-лесно установяват връзка с дявола, мъртвите и демоните. Те се появяват около огъня като мушици. Затова стопаните палят пред всяка врата огън с тор, ръсят пепел и просо около стопанските постройки.
В нощта срещу празника магьосниците могат да примамят чуждото плодородие; тогава се извършват най-различни заклинания и прокоби (за раздяла, болест и смърт). Поверията твърдят, че в тази нощ черните магии „хващат“. Затова строго се спазват различните забрани: жените не работят нищо, не бива да пипат вълна, за да не се разболеят децата и добитъкът; мъжете не бива да излизат от селото, защото по поляните играят самодивите и видят ли мъж, отвличат го.
Пред вратите мъжете запалват купчинки говежда тор, която прогонва злите сили. Жените мажат виметата на животните с въглен, чесън и мазнина, за да не им се отнеме млечността. Птиците държат затворени, за да не ги примамят с магии. Девойките слагат под печките сол и жито, похлупват ги с паница и на сутринта с тях захранват животните, за да ги предпазят.
Анна е латинска форма на староеврейското Hannah „благоразположение, милост“, името се обяснява и с цяло изречение – „Бог благослови ме със син!“.